# 妙法寺出入口
妙法寺出入口（みょうほうじでいりぐち）は、兵庫県神戸市須磨区の阪神高速道路31号神戸山手線の出入口。神戸長田・阪神高速3号神戸線方面にのみ接続するハーフICである。
2025年（令和7年）3月18日より入口料金所がETC専用になっている。

## 道路
- 阪神高速31号神戸山手線(31-03)

## 料金所

### 妙法寺料金所
- ブース数：2
  - ETC専用：1
  - サポート：1

## 接続する道路
- 兵庫県道22号神戸三木線
- 神戸市道垂水妙法寺線

## 周辺
- 神戸市営地下鉄西神・山手線妙法寺駅
- 神戸市交通局落合営業所
- 毘沙門山妙法寺

## 隣
阪神高速31号神戸山手線
湊川JCT - (31-02)神戸長田出入口 - (31-03)妙法寺出入口 - (31-04)白川南出入口 - 白川JCT